# Kalipedija
Kalipedija je mrežni rječnik kaljskog dijalektalnog govora.

## Povijest
Kalipedija je nastala iz spontane želje mještana Kalija da očuvaju svoj mjesni govor. Pokretačica projekta je bila Marta Kolega koja je pokušala potaknuti mlađe sumještane na korištenje kaljskih riječi koje se više ne koriste. Akcija je dobila mrežnu verziju u okviru stranice kalionline.net i mještani su počeli intenzivno slati i dodavati riječi.
Kalipedija je počela dobivati obrise internet rječnika, a broj riječi se povećao. Na rječniku su počeli raditi Marko Grzunov i Petar Kolega, a kasnije i Marija i Moreta Rakvin, koji su samostalno prikupili i obradili velik dio riječi. Nakon nekoliko godina broj riječi je prilično narastao i Kalipedija je postala samostalna internet stranica.
Godine 2012. osmišljen je i započet projekt "Kalirama", kroz koji su lokalni volonteri i korisnici dobrotvorne udruge Sv. Pelegrin snimali i elektronski pohranjivali govor mještana Kali svih generacija, te 2013. godine osmisli internetsku stranicu na kojoj se svi podaci mogu pogledati i preslušati.

## Sadržaj
Rječnik sadrži oko 3500 kaljskih riječi, te odabranu kaljsku poeziju i kaljske izreke, i u stalnom je nastajanju. Rječnik je upotpunjen zvučnim zapisima kako bi posjetitelji imali autentični doživljaj kaljskog govora. 

## Vanjske poveznice
Mrežna mjesta
- Kalipedija, mrežno mjesto
- Mladi Kaljani stvaraju audio-bazu zaboravljenog kaljskog govora, www.ezadar.hr, 18. lipnja 2012.